# Gabriel Feris
Gabriel Feris (24 de abril de 1914 – Corrientes, 17 de febrero de 2002) fue un periodista y político de Argentina. Fue legislador nacional y provincial, y vicegobernador de la provincia de Corrientes, en distintos períodos constitucionales.
Participó de la fundación del diario La Mañana, también integrando la redacción, junto a su amigo y maestro don Elías Abad; miembro al igual que él de la colectividad sirio-libanesa.
Vinculado con Juan Romero, del que era cuñado, fue una figura de singular trayectoria en el Partido Autonomista de Corrientes.
Fue el primer director de El Litoral; cargo que ejerció durante 28 años.
Fue senador nacional entre 1983 y 1987, tras el retorno de la democracia.
Fue vicegobernador durante el mandato del Dr. Ricardo Guillermo Leconte.
Sus restos fueron sepultados en la ciudad de Corrientes, luego de ser velados en la Legislatura provincial. Descansa en paz en el cementerio privado de Santa Ana.